# Olea oleaster
El olivo silvestre o acebuche (Olea oleaster) ha sido considerado por varios botánicos tanto una especie válida como una subespecie del olivo cultivado, Olea europea, que es un árbol de múltiples orígenes que fue domesticado, ahora aparece, en varios lugares durante el cuarto y tercer milenio a. C., en selecciones extraídas de diversas poblaciones locales. El olivo silvestre (griego antiguo κότινος/kótinos), que los antiguos griegos distinguían del olivo cultivado (griego antiguo ἐλαία/ἐλἀα), se utilizó para modelar la corona de olivo con la que se premiaba a los vencedores en los Juegos Olímpicos antiguos. El antiguo olivo silvestre sagrado de Olimpia se encontraba cerca del Templo de Zeus, patrón de los juegos. 
Como resultado de la hibridación natural y la domesticación muy antigua y el cultivo extensivo del olivo en toda la Cuenca del Mediterráneo, formas de olivos de aspecto salvaje, llamados «oleasters», constituyen un complejo de poblaciones, que potencialmente van desde formas salvajes hasta acebuches. El olivo silvestre es un árbol del maquis, en sí mismo en parte el resultado de la larga presencia de la humanidad.
Se cree que el árbol esclerófilo se originó en la cuenca mediterránea oriental. Todavía proporciona el patrón resistente a las enfermedades en el que se injertan las variedades de olivo cultivadas.
El aceite obtenido del fruto del olivo silvestre o acebuche se denomina acebuchina.

## Mito y religión

### Mito y leyenda griega
Los griegos alfabetizados recordaban que el héroe Aristeo, creador de las artes de la apicultura, la fabricación de queso y otras innovaciones del pasado más lejano, fue quien "prensó por primera vez el fruto de la aceituna".
En el libro V de la Odisea, cuando naufragó, Odiseo fue arrojado a tierra, donde encontró un olivo silvestre que había crecido junto con uno que llevaba inosculado. Un estudioso de los árboles diría: en la orilla del mar de Esqueria, donde se arrastró...

Debajo de dos aceitunas tupidas brotaron de la misma raíz

un olivo silvestre, el otro linaje de buena raza

Ningún viento racheado empapado podría atravesarlos...

Tan densos que crecieron juntos, enredados uno al lado del otro.

En el siglo IV a. C. Teofrasto, el alumno más prominente de Aristóteles, escribió una Investigación sobre las plantas que se sitúa a la cabeza de la tradición literaria de la botánica. Los botánicos modernos a menudo luchan por identificar las plantas nombradas y descritas por Teofrasto, y las convenciones de nombres modernas a menudo crean vínculos espurios. Un ejemplo es el género moderno Cotinus, que, aunque lleva el nombre del griego antiguo kotinos, no está relacionado con el olivo silvestre.
Teofrasto notó el parentesco del olivo silvestre con el olivo cultivado, pero sus corresponsales le informaron que ninguna cantidad de poda y trasplante podría transformar kotinos en olea. Sabía que, por falta de cultivo, algunas formas cultivadas de aceituna, pera o higo podrían volverse silvestres, pero en el "ra caso en el que el olivo silvestre se transforma espontáneamente en uno que da fruto, debe clasificarse entre los portentos. Observó que las especies silvestres, como las peras silvestres y el olivo silvestre tendían a dar más frutos que los árboles cultivados, aunque de calidad inferior, pero que si se remataba un olivo silvestre, podría producir una mayor cantidad de sus frutos no comestibles. Observó que las yemas de las hojas eran opuestas.
Se valoraba la madera del olivo silvestre: era a prueba de descomposición y no se veía afectada por el gusano de barco, que era una característica valiosa en la construcción naval. También proporcionó mangos resistentes para herramientas de carpintero.
El antiguo olivo silvestre en Olimpia, del que se hicieron las coronas de los vencedores, tenía una aition, o mito de origen, que se conservó en la tradición local, aunque el testamento que ha sobrevivido en un fragmento es uno tardío, del poeta Flegón de Trales, que escribió en el siglo II d. C. Parece que en las primeras cinco Olimpiadas ningún vencedor recibió una ofrenda floral, pero antes de la sexta reunión para los juegos, los eleos, que eran anfitriones en ese momento, enviaron a su rey Ifitos a Delfos para preguntarle a Apolo si se podrían otorgar coronas. La respuesta llegó: 

Ifitos, no hagas del fruto de una manzana el premio de tu concurso; 

pero en la cabeza del vencedor hay una corona fructífera de acebuche, 

Incluso el árbol ahora está ceñido con las finas telarañas de una araña.

A su regreso a Olimpia, Iphitos descubrió que uno de los olivares silvestres en el recinto sagrado de Témenos estaba envuelto en telarañas llamadas "elaia kallistefanos". "Lo tapó alrededor", como A.B. Cook dice, "y coronó a los vencedores de sus ramas". 
Un antiguo olivo silvestre también ganó un carácter talismánico en Megara, según Teofrasto, quien notó cómo la madera de un árbol crece demasiado y entierra dentro de su madera una piedra colocada en un agujero hecho en su tronco:

Esto sucedió con el olivo silvestre en el mercado en Megara; había un oráculo que, si se abría, la ciudad sería tomada y saqueada, lo que sucedió cuando Demetrio la tomó. Porque cuando este árbol se abrió, se encontraron grebas y algunas otras cosas de Ático mano de obra colgando allí, el agujero en el árbol había sido hecho en el lugar donde originalmente se colgaban las cosas como ofrendas. De este árbol todavía existe una pequeña parte.

El mazo de Heracles fue arrancado de un olivo silvestre, que la ciudad de Trecén reclamó como propio, ya que a finales del siglo II d. C. el viajero Pausanias visitó Trecén y registró un antiguo olivo silvestre con el que se entrelazó una leyenda local 

Aquí también hay un Hermes llamado Polygius. Contra esta imagen, dicen, Heracles inclinó su garrote. Ahora bien, este club, que era de olivo silvestre, echando raíces en la tierra (si alguien quiere creer la historia), volvió a crecer y sigue vivo; Heracles, dicen, al descubrir el olivo silvestre junto al Mar Sarónico, le cortó un garrote.

Teócrito hace que Heracles cuente su contienda con el León de Nemea:

Sostuve en una mano mis dardos y la capa de mis hombros, doblada; con el otro, balanceé mi garrote experimentado alrededor de mis orejas y lo aplasté contra su cabeza, pero partí el acebuche, rugoso como estaba, en pedazos en el cráneo crinado de la bestia invencible.

### El olivo silvestre en el Antiguo y Nuevo Testamento
Los escritores del Antiguo Testamento también distinguieron los dos árboles: zayit designa el olivo cultivado, siendo el olivo silvestre designado en el siglo VII a. C. Nehemías 8:15 como 'eẓ shemen; algunos eruditos modernos toman este último término para aplicarlo a Elaeagnus angustifolia, el "olivo ruso».
Pablo de Tarso usó la práctica común en su día de injertar olivos cultivados vástagos al patrón resistente del olivo silvestre en un símil extendido en Romanos, contrastando el olivo silvestre (Gentiles) y el buen olivo "natural" (Israel): Porque si fueras cortado de lo que es un olivo silvestre por naturaleza, e injertado, contra la naturaleza, en un olivo cultivado, ¿cuánto más estas, las ramas naturales, serán injertadas de nuevo en su propio olivo? En el griego koiné del Nuevo Testamento el olivo silvestre se ha convertido agrielaios, «de los campos», y el árbol cultivado kallielaios, el «fino».

## Variedades de aceitunas silvestres griegas
Variedades de olivo consideradas "cultivares griegos antiguos».
| - Almas (Hypoparthenos) - Dryepis (Ryssi) - Ehinos - Favlia (Favlios) - Gergerimos - Goggylis - Ishas - Kallistefanos | - Kolymvas (Niktris oe Vomvia) - Kotonis (Fylia) - Moria - Nitris - Orhas (Orhemon) - Rafanis - Stemfylitis - Trampellos |

## Propiedades antihipertensivas de la acebuchina
El aceite de la acebuchina, el fruto del olivo silvestre o acebuche (olea oleaster), tiene más beneficios antihipertensivos que el aceite de oliva ya que posee mayor contenido de esteroles, tocoferoles, triterpenos y secoiridoides si se compara con otros aceites. Por tanto, la acebuchina reduciría los valores de presión arterial y estrés oxidativo ocular que es producido por la hipertensión.